# Mount Ferguson, Ontario
Mount Ferguson är ett berg i Kanada.   Det ligger i provinsen Ontario, i den sydöstra delen av landet, 400 km nordväst om huvudstaden Ottawa. Toppen på Mount Ferguson är 407 meter över havet, eller 56 meter över den omgivande terrängen. Bredden vid basen är 1,4 km. Mount Ferguson ligger vid sjön Coppersand Lake.
Terrängen runt Mount Ferguson är huvudsakligen platt. Trakten runt Mount Ferguson är nära nog obefolkad, med mindre än två invånare per kvadratkilometer.. 
I omgivningarna runt Mount Ferguson växer i huvudsak blandskog.